# 舌津一良
舌津 一良（ぜっつ いちろう、1949年3月7日 - ）は、日本の元文部官僚。

## 来歴・人物
山形県立鶴岡南高等学校を卒業後、日本大学大学院を修了し、1974年に文部省入省（技官）。文教施設部（後の文教施設企画部）指導課企画調整官、同計画課整備計画室長、同技術課長、同計画課長、文教施設企画部施設企画課長、同技術参事官などを経て、2007年4月より文部科学省文教施設企画部長。東京工業大学教育環境創造研究センター客員教授。
2008年4月4日、文部科学省施設整備汚職事件で元文部科学省文教施設企画部長が収賄容疑で逮捕されたことに伴い、文部科学省文教施設企画部に家宅捜索が入った。このことについて、緊急記者会見を行い、そこでは、「国立大整備に誇りを持った多くの職員を裏切ったことになり残念」と発言した。
2019年春の叙勲で瑞宝中綬章を受章。